# USS Corsica

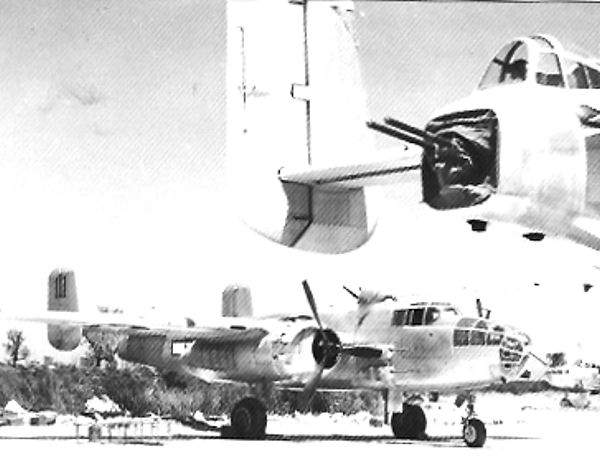
B-25J sur la base aérienne de Solenzara en 1944.

USS Corsica est un surnom donné à la Corse pendant la Seconde Guerre mondiale après sa libération le 4 octobre 1943 par la Résistance insulaire, les forces italiennes et l'Armée française ; cette dernière commandée par le général Henri Giraud.
En effet, USS est le préfixe des navires de l'US Navy (United States Ships, en français « Navire des États-Unis »). Il est ici utilisé par analogie avec les porte-avions américains. En effet, la Corse qui a abrité jusqu’à plus de 50 000 soldats nord-américains, était assimilée à un porte-avions insubmersible qui, par sa position stratégique, a joué un rôle important durant la campagne d’Italie et le débarquement de Provence.
Des bombardiers, chasseurs et avions de reconnaissance étaient positionnés sur 17 terrains d’aviation militaire disséminés sur l'île, en particulier le long de la côte orientale dont l'actuel aéroport de Bastia Poretta.
Des pistes d’Alto (un nom emprunté à la rivière Fium'Altu), s’envolaient les avions du 57th Fighter Group, unité mythique de l’armée de l’air des États‐Unis. Il était composé de trois escadrons – le 64th Fighter Squadron « Black Scorpions » (« les Scorpions noirs »), le 65th Fighter Squadron « Fighting cocks » (« les Coqs de combat ») et le 66th Fighter Squadron « Exterminators » (« les Exterminateurs ») – et chapeautait également des escadrilles françaises : « Dauphiné », « Navarre » et surtout « La Fayette » dont la réputation n’était plus à faire y compris auprès des Américains.
Plan de la base aérienne américaine d'Alto sur l'actuel collège de Folelli sur la commune de Penta di Casinca

## Souvenirs et lieux de mémoire
Les grands aérodromes de la plaine orientale étaient pour la plupart des installations temporaires avec des pistes en tôles Marston (tôles "américaines" perforées et clipsables) et n'ont laissé que peu de traces (seuls demeurent l'aéroport civil actuel de Borgo Bastia Poretta au nord et la base militaire "capitaine Preziosi" située à Sari Solenzara / Ventiseri, tout au sud de la Plaine Orientale, équipés depuis de pistes en béton).
Pour les amateurs de plongée sous-marine, par contre, les eaux du littoral corse recèlent de très nombreuses épaves d'avions américains mais aussi allemands, accessibles  avec  des brevets de Niveau 2 ou 3 relativement simples à obtenir : en partant du Cap Corse  et en tournant dans le sens des aiguiles d'une montre on trouve : un Martin  Marauder à la marine de Meria, un Thunderbolt P47 devant Miomo, les restes assez dégradés d'un Heinkel 111 au sud du port de commerce de Bastia, les restes de deux chasseurs type Thunderbolt au large du port de plaisance de Campoloro, un B25 Mitchell quasi intact posé sur un fond de sable au large du phare d'Alistro . Une forteresse volante B17 en très mauvais état est posée à l'envers, cassée en plusieurs tronçons, dans l'axe de la piste de l'aéroport d'Ajaccio Campo dell oro, un Curtiss P40 Hawk récupéré par grands fonds par les nageurs de combat  du CINC a été repositionné tout près de la jetée de la base aéronavale d'Aspretto comme but d'exercice. Un Spitfire est coulé par petits fonds dans le golfe de Lava (appareil de l'as français Jean Sarrail, qui réchappa au crash), un B25 Mitchell est coulé dans la baie de l'Argentella (les hélices récupérées décoraient l'entrée du camping Miodini situé au sud du cap de la Morsetta) et la plus célèbre de toutes (car longtemps presque intacte et accessible sans bateau depuis la côte) est le bombardier B17 coulé au pied de la citadelle génoise de Calvi.
Autre lieu de mémoire, le très simple monument commémorant le dernier vol d'Antoine de Saint Exupéry en 1944 qui décolla de Bastia aux commandes d'un Lightning P38, pour ne jamais revenir (visible sur l'aire de dépose-minute de l'aéroport de Bastia).

## L'USS Corsicavu par la population corse: Un choc culturel
L'installation des escadrilles américaines sur la plaine orientale de la Corse, où l'Armée américaine a déployé les "grands moyens" logistiques a représenté un véritable choc de modernité pour la population locale : 
Un des meilleurs témoins est le chanteur - berger Corse Antoine Ciosi (il avait alors  une petite dizaine d'années et pas les yeux dans sa poche).
Originaire de Sorbo Ocognano, où son père, communiste convaincu, avait une exploitation agricole sur la plaine (réputée insalubre à cause des Anophèles, vecteurs de Malaria), et un modeste bar à l'enseigne du Vaillant "C" (Comprendre Paul Vaillant Couturier, mais aussi le Vaillant Ciosi), Ciosi a décrit l'arrivée des "americani" dans ses très colorées mémoires d'enfance intitulées "Une odeur de figuier sauvage". Il raconte l'éradication des moustiques à l'aide d'escadrilles entières de Piper Cub répandant du DDT, le nivellement des parcelles agricoles et des haies  à coups de "Bulldozers et autres scrapers déments", au grand dam des agriculteurs locaux prêts à sortir "le percussion", la ronde interminable des chasseurs bombardiers P47 Thunderbolt sur la base de Serragia, les trafics en tous genres (jeux clandestins , prostitution , revente d'uniformes et de marchandises sorties discrètement des P eX (magasins militaires à l'usage des soldats ) qu'un vieux berger traduit en dialecte corse par "Vinderenu anc'u a Camisgia!" (Ils vendraient jusqu'à leur chemise !). On peut aussi visionner le documentaire de Daniel Costelle Sur la piste d'Alto (une base américaine en Corse près du Fium'Alto ) ou Ciosi apparaît d'ailleurs en "Guest star" et témoin au parler truculent.